# إبراهام بينغ
إبراهام بينغ (بالألمانية: Abraham Bing)‏ هو حاخام ألماني، ولد في 1752 في فرانكفورت في ألمانيا، وتوفي في 1841 في فورتسبورغ في ألمانيا.